# Topolobampo
Topolobampo is een havenstadje in de Mexicaanse deelstaat Sinaloa. Topolobampo heeft 6.032 inwoners (census 2005) en valt onder de gemeente Ahome.
Topolobampo werd in 1884 gesticht door de utopisch socialist Albert Kinsey Owen, die hier een utopische kolonie stichtte. Deze kolonie bestond slechts tien jaar, maar diende wel als beginpunt van de Chihuahua al Pacíficospoorlijn, die de stad met Chihuahua en van daaruit met de Verenigde Staten verbindt, hoewel de treinen tegenwoordig pas vanaf Los Mochis vertrekken. Ook vertrekken vanuit Topolobampo geregeld veerponten naar La Paz op de zuidpunt van het schiereiland Neder-Californië.
Op 14 april 1914 werd voor de kust van Topolobampo het eerste luchtbombardement uit de geschiedenis plaats toen de constitutionalistische piloot Gustavo Salinas een bom liet vallen op een federaal oorlogsschip.